# Julius Kummer
Julius Gustav Ferdinand Kummer (* 8. August 1804 in Langfuhr; † nach 1875) war ein preußischer Verwaltungsjurist.

## Leben
Julius Kummer wurde als Sohn des preußischen Landrichters und Justizrat in Danzig Franz Gustav Leberecht Kummer geboren. Nach dem Besuch des Gymnasiums in Danzig studierte er an der Universität Bonn, wo er 1826 Mitglied des Corps Borussia Bonn wurde. Nach dem Studium trat er in den Staatsdienst ein. 1833 war er Regierungsassessor in Danzig. 1840 wurde er Landrat in Schlochau. Von 1847 bis 1856 war er in Gumbinnen als Regierungsrat tätig. 1858 wechselte er als solcher nach Potsdam.

## Auszeichnungen
- Ernennung zum Geheimen Regierungsrat